# Round Lake (Minnesota)
Round Lake – miasto w Stanach Zjednoczonych, w stanie Minnesota, w hrabstwie Nobles.